# Mino (provincia)
Mino (美濃国?, Mino-kuni) è una vecchia provincia del Giappone, che al giorno d'oggi compone praticamente la parte meridionale della prefettura di Gifu. Mino confinava con le province di Echizen, Hida, Ise, Mikawa, Omi, Owari e Shinano.

Mappa delle province giapponesi con la provincia di Mino evidenziata

Sebbene l'antica capitale provinciale fosse vicina a Tarui, il castello principale era a Gifu. Mino fu una delle province originariamente controllate da Oda Nobunaga, ed i suoi eredi la controllarono anche dopo la morte di Nobunaga e la salita al potere di Toyotomi Hideyoshi.
La battaglia di Sekigahara avvenne sul confine occidentale di Mino, vicino alle montagne tra le regioni di Chūbu e quella di Kinki.